# Michelangelo Valentini
Michelangelo Valentini (Nàpols, ca. 1720 - Després de 1768) fou un compositor italià.
Va declarar que havia sigut estudiant de Leonardo Leo, encara que aquest fet no s'ha provat. El febrer de 1744 no va aconseguir obtenir el lloc d'organista de la Capella Reial Napolitana. Va debutar l'hivern de 1745 al Teatro Nuovo de Nàpols amb l'opera buffa Il Demetrio. El 1748 va seguir amb la posada en escena de La villana nobile al Teatro dei Fiorentini. No hi ha notícies que ocupés cap càrrec en vida. Se sap però que entre 1753 i 1761, va escriure diverses obres, especialment per a algunes ciutats del nord d'Itàlia (Mòdena, Torí, Milà, etc.).

## Òperes
- Il Demetrio (Antonio Palomba), commedia per musica (1745 Nàpols)
- La villana nobile (Antonio Palomba), commedia per musica (1748 Nàpols)
- La clemenza di Tito (Antonio Palomba), dramma per musica (1753 Bolonya)
- Adriano in Siria (Pietro Metastasio), dramma per musica (carnestoltes 1753 Bolonya)
- Andromaca (Apostolo Zeno, amb addicions d'Antonio Salvi), dramma per musica (1754 Milà)
- Solimano (Giovanni Ambrogio Migliavacca), dramma per musica (1756 Torí)
- La sconfitta di Dario (Carlo Diodato Morbilli), dramma per musica (carnestoltes 1757 Gènova)
- Viriate (basat en llibret de Metastasio), dramma per musica (carnestoltes 1761 Pavia)